# Spumellaria
Spumellaria je jedním z řádů mřížovců, významný hlavně ve fosilním významu, jelikož tvoří silikátové schránky z opálu a tím se podílí na tvorbě sedimentů a hornin, jako je radiolarit. Jedinci skupiny Spumellaria se vyznačují radiální symetrií s převážně kulovitým, ale i diskovitým tvarem kostry. První důkazy jejich výskytu pocházejí ze svrchního kambria před přibližně 515 miliony let, ale i dodnes nalezneme mnohé jejich zástupce ve světovém oceánu.